# Helveciagrion chirihuanum
Helveciagrion chirihuanum är en trollsländeart som först beskrevs av Philip Powell Calvert 1909.  Helveciagrion chirihuanum ingår i släktet Helveciagrion och familjen dammflicksländor. Inga underarter finns listade i Catalogue of Life.